# ’s-Heer Hendrikskinderen
’s-Heer Hendrikskinderen ist ein Dorf in der niederländischen Provinz Zeeland mit 1.325 Einwohnern (Stand: 1. Januar 2024). Seit 1970 ist es ein Ortsteil der Gemeinde Goes.
Der Ort liegt am Ausläufer eines eingedeichten Wasserlaufes, an dem auch Goes entstanden ist. Die Evangelische Kirche mit ihrem massiven gotischen Kirchturm, nach der das Dorf benannt ist, wurde 1805 durch einen Saalbau ersetzt. 1857 verlor die vormals selbständige Gemeinde ihren Status und wurde nach ’s-Heer Arendskerke eingemeindet. Mit der Auflösung der Gemeinde ’s-Heer Arendskerke kam das Dorf 1970 zu Goes.